# Molluginaceae
Molluginaceae is een botanische naam, voor een familie van tweezaadlobbige planten. Een familie onder deze naam wordt de laatste decennia regelmatig erkend door systemen voor plantentaxonomie, en ook door het APG-systeem (1998), maar niet door het APG II-systeem (2003) en wel weer door het APG III-systeem (2009). Wel wil de omschrijving van de familie nogal wisselen.
Het gaat om een niet al te grote familie, van kruidachtige planten, struikjes of struiken.
De volgende geslachten met ongeveer 87 soorten behoren tot de familie Molluginaceae:
- Adenogramma Rchb.
- Coelanthum E.Mey. ex Fenzl
- Corbichonia Scop. (Syn.: Orygia Forssk.)
- Corrigiola L.
- Glinus L.
- Glischrothamnus Pilg.
- Hypertelis E.Mey. ex Fenzl
- Mollugo L.
- Pharnaceum L.
- Polpoda C.Presl
- Psammotropha Eckl. & Zeyh.
- Suessenguthiella Friedrich
- Telephium L.